# هور أبو زرك
هور أبو زرك وهو أحد الاهوار في العراق يقع في ناحية الإصلاح شرق الناصرية تبلغ مساحته (64000) دونم ويتغذى من نهر دجلة وتوجد فيه أنواع عديدة من الطيور المستوطنة والمهاجرة مثل الدجاج الحر وأزركي ودجاج الماء والنورس وكذلك توجد فيه العديد من النباتات المائية نبات الفصب والبردي حيث تعتبر هذه النباتات أكثر النباتات انتشارا وكذلك توجد العديد من الأسماك مثل الخشني والسمتي والشلك أما السكان القاطنين بالقرب من هور أبو زرك فيعتمدون بالدرجة الأساس في معيشتهم على صيد الأسماك وتربية الأبقار والجاموس وصيد الطيور .